# Europejska Agencja Odbudowy
Europejska Agencja Odbudowy (EAR – akronim nazwy w języku angielskim: European Agency for Reconstruction) była Agencją Unii Europejskiej mającą za zadanie wspomagać odbudowę zniszczonych działaniami zbrojnymi państw byłej Jugosławii.
EAR miała siedzibę w Salonikach oraz centra operacyjne w:
- Belgradzie, Serbia
- Podgoricy, Czarnogóra
- Prisztinie, Kosowo
- Skopje, Macedonia

W grudniu 2008 agencja zakończyła działalność.